# Нггем
Нггем (Nggem) — папуасский язык Индонезии, на котором говорят в высокогорьях провинции Папуа (ранее в составе Ириан-Джаи). Представляет собой отдельную ветвь семьи дани трансновогвинейской макросемьи.

## Название
Название Nggem происходит от наименования одежды в виде короткой травяной юбки, которую ранее носили женщины-носительницы этого языка. Также в языках некоторых из соседних народов (например, лани) слово nggem употребляется уничижительно в значении ‘вор’.

## Социолингвистическая информация
На языке нггем говорит чуть больше четырёх тысяч человек в районах Кобакма и Келила округа Центральное Мамберамо провинции Папуа. Первый контакт с европейцами произошёл в 1938 году во время новогвинейской экспедиции Ричарда Арчболда. Следующий контакт произошёл около 1955 года, когда в районы Келила и Бокондини, преимущественно населённые западными дани, прибыли христианские миссионеры. Многие носители нггем переселились в эти районы, чтобы оказаться ближе к тем местам, где они осуществляли свою деятельность. Известно, что носители нггем не испытывали трудностей в понимании близкородственных языков, таких как западный дани или валак, однако владение нггем среди представителей других народов не было распространено. Причиной этого может быть меньший статус нггем по сравнению с другими языками ареала, а также бо́льшая сложность его фонемного инвентаря, в первую очередь консонантного. В 1969 году в районе Кобакма, населением которого были преимущественно носители языка западный дани, был построен аэродром, и к 1980-м годам большинство носителей нггем переселилось в этот район. К ним также присоединились переселенцы из Келила и Бокондини. На протяжении своей истории нггем испытал на себе большое влияние со стороны западного дани, прежде всего в сфере лексики. До 1990-х годов среди носителей нггем было широко распространено двуязычие с западным дани как вторым языком, однако после 1990-х в районах обитания носителей нггем практически не осталось представителей церкви из дани, и интерес к использованию нггем во всех сферах начал возрастать. В настоящее время среди молодых поколений более распространённым является владение индонезийским языком как вторым, для представителей старших поколений характерно многоязычие. По-прежнему существует тенденция использовать западный дани при чтении Библии и индонезийский в официальной сфере. На нггем существует литература, в школах ведётся обучение грамоте. Такая ситуация, однако, существует не повсеместно: в некоторых поселениях происходит утрата нггем в пользу западного дани. С концах 1990-х годов по настоящее время происходит миграция носителей нггем на север, в более изолированные горные области их расселения.

## Лингвистическая характеристика

### Фонология
Инвентарь фонем языка нггем:
|                            | Билабиальные | Альвеолярные | Велярные       |
| -------------------------- | ------------ | ------------ | -------------- |
| Преназализованные взрывные | /mb/ mb      | /nd/ nd      | /ngg/ ngg      |
| Глухие взрывные            | /p/ p, -v-   | /t/ -r-, t   | /k/ h-, -g-, k |
| Имплозивные взрывные       | /ɓ/ b        | /ɗ/ d        |                |
| Щелевые                    |              | /s/ s        |                |
| Боковые                    |              | /l/ l        |                |
| Носовые                    | /m/ m        | /n/ n        |                |
| Аппроксиманты              | /w/ w        | /ɹ/ y        |                |

|         | Передние | Средние | Задние |
| ------- | -------- | ------- | ------ |
| Верхние | /i/ i    |         | /u/ u  |
| Средние | /e/ e    |         | /o/ o  |
| Нижние  |          | /a/ a   |        |

| /ai/, /ao/, /au/, /ei/, /ou/ |

Преназализованные согласные встречаются в начальной и интервокальной позиции. Однако в начале синтагмы они реализуются соответствующими звуками из ряда глухих взрывных; реализация преназализованным взрывным происходит после префикса или другого слова, оканчивающегося на гласный:
 [Etherington 2002: 14]
 a. /mbas/		[pas]		mbas		'snake'
 b. /nómbas/	[nómbas]	nombas		'my snake'

 a. /ndup/		[tup]		ndup		'pig arrow'
 b. /yi ndup/	[yindúp]	yi ndup		'this pig arrow'

 a. /nggóma/	[kóma]		nggoma		'where'
 b. /nggóma/	[oŋgóma]	o nggoma	'where-place'

Глухие взрывные фонемы имеют по два аллофона: взрывной и щелевой (губной и велярный) или дрожащий (заднеязычный). Первый встречается в начале или в конце словоформы, в начале консонантного кластера, а также в начале геминантной фонемы в интервокальном положений; второй — в не-геминантном интервокальном сочетании:
 Пример реализации фонемы /p/:
[Etherington 2002: 15]
a. /ápit/	[áβitʰ]		avit	'cover'
b. /pa/		[p͡φa]		pa		'grass'
c. /máyup/	[máyupʰ]	mayup	'salt'
d. /áppik/	[ápikʰ]		apik	'all'
e. /épli/	[ɛ́pli]		epli	'late'

### Типологические характеристики

#### Тип выражения грамматических значений
Нггем — язык c синтетической глагольной морфологией и более аналитической именной.

[Etherington 2002: 113]
(1)	At	weyak	nen-ombar-i-sogon.
	3s	bad		1p.PO-think-s-FUT
	'He will think we are bad' or 'he will think badly about us.'

[Etherington 2002: 26]
(2)	An	wuru	paga	Kelila	daga	war-ugw-is.
	1s	plane	INSTR	Kelila	ascend	come-DEL.FUT-1s
	'I will come up to Kelila by plane.'

[Etherington 2002: 43]
(3)	o		yi		ako
	house	this	t.w.k
	'this house that we know about'

Для глагола характерна как префиксация (объектное согласование некоторых глаголов), так и суффиксация (субъектное согласование, глагольные категории, например, время и наклонение). Падежные значения имени и значения детерминации выражаются аналитически с помощью частиц. Однако посессивные значения выражаются синтетически:

[Etherington 2002: 44]
(4)	hen-asuwe
	2p.GEN-friend
	'your(p) friend'

Благодаря субъектно-объектному согласованию актанты предиката в клаузе могут опускаться, и фраза может состоять всего из одного глагола:

[Etherington 2002: 25]
(5)	la-g-ag-wa
	go-REAL-FPST-3p
	'They went (more than a few days ago).'

(6)	watas {wat-k-as}
	hit me-REAL-3s.NPST
	'He hit me.'

Словоформы ряда базовых глаголов образуются от разных основ в зависимости от лица и числа объекта и наклонения (см. Супплетивизм):

[Etherington 2002: 118]
| personal object | realis root     | irrealis root       |
| --------------- | --------------- | ------------------- |
| 1s              | banVn-          | ban-                |
| 2s              | baga-           | baga-               |
| 3s              | ba-             | ba-                 |
| 1p              | bininin-/binin- | binina-/binin-/bin- |
| 2p              | bigi-           | bigiga-             |
| 3p              | bV-             | bisa-               |

Грамматикализованные формы таких глаголов используются как вспомогательный показатель объектного согласования определённого класса глаголов, тематической роли объекта или видовых противопоставлений. . Ниже приводится пример использования глагольной основы ba- 'класть' в первичной функции (как основы лексического глагола), как вспомогательного элемента при другой глагольной основе и как показателя роли бенефактива.

[Etherington 2002: 118]
(7)	Ha	h-omado			paga	ba-in.
	2s	2s.GEN-shoulder	on		put-2s.IMP
	'Put it on your shoulder.'

[Etherington 2002: 120]
(8)	At	Ala	en	hat	yoma	lak-baga	wa-g-ag-i.
	3s	God	ERG	2s	here	go-put2s.PO	сome-REAL-FPST-3s
	'God sent you here.'

[Etherington 2002: 120]
(9)	An		nawi			pa-ban-es
	1s	1s.GEN-house	build-put.1s.PO-2p.IMP
	'Build my house for me.'

#### Характер границы между морфемами
В целом, для нггем характерна агглютинация, но в результате действия морфонологических процессов в глагольной морфологии и именном словообразовании возможны случаи фузии (Ср. также приведённую выше парадигму супплетивных основ глагола ba- 'класть').

[Etherington 2002: 18]
{wat-k-is} → /wáttis/		[wátis]		watis		'I hit him'
(hit.him + REAL + 1s)

[Etherington 2002: 20]
{mbal-k-as} → /mbanggas/	[páŋgas]	mbanggas	'he cut'
(cut + REAL + 3s.NPST)

[Etherington 2002: 19]
{ambot+nggan} → /ambókkan/	[ambókan]	ambokan		'rear direction'
(ambot 'back', nggan 'direction')

#### Локус маркирования
В посессивной именной группе маркирование является вершинным, то есть префиксальный показатель лица и числа обладателя присоединяется к названию обладаемого.

[Etherington 2002: 44]
(10)	Mberan	ag-yo
		Mberan	3s.GEN-tree
		'Miberan's tree'

(11)	an	n-asin			ag-yo
		1s	ls.GEN-father	3s.GEN-tree
		'my father's tree'

В клаузе маркирование также вершинное, согласование субъекта и объекта с глаголом происходит всегда, хотя при именах могут быть аналитические показатели, в том числе возможно факультативное выражение агенса показателем эргатива. . Таким образом, можно усматривать в нггем проявление двойного маркирования.

[Etherington 2002: 69]
(12)	B.	en	ø-inggis		anggavup	paga	D.	ø-il		sunggu-ba-g-as.
		B.	ERG	3s.GEN-hand		point		INSTR	D.	3s.GEN-eye	poke-put-REAL-3s.NPST
		'B. poked D. in the eye with the point of her finger.'

Прямой объект при транзитивном глаголе никогда не имеет при себе падежного показателя. В предикате объект 3-го лица обычно не маркируется, согласование происходит по 1-му или 2-му лицу. Исключение составляет кумулятивное выражение лица и числа объекта в супплетивной основе некоторых базовых предикатов:

[Etherington 2002: 118]
(13)	avyak	maredugi	ø-amwa		be-g-eg-i
	child	small(p)	3s.GEN-home	put.3p.PO-REAL-FPST-3s
	'He placed the small children at his home.'

#### Тип ролевой кодировки
Для языка нггем маркирование роли актантов в именной словоформе является необязательным, однако наблюдается тенденция к противопоставлению подлежащего переходной клаузы дополнению и подлежащему непереходной клаузы (которые никогда не имеют при себе падежных показателей). За подлежащим в этом случае следует эргативная частица. Глагольная словоформа всегда имеет показатели согласования с субъектом (лично-числового или только числового в зависимости от времени и наклонения); наличие объекта в переходной клаузе маркируется специальным показателем, идущим ближе к глагольной основе (или встроенным в неё в случае супплетивного образования), чем показатель субъекта. К тому же, в глаголе с помощью специальных показателей объекта и грамматикализованных основ некоторых глаголов может дополнительно маркироваться тематическая роль аргумента. Таким образом, в области глагольной морфологии сложилась аккузативная ролевая кодировка, а в области именной — оформляется эргативная.

[Etherington 2002: 29]
(14)	ap	akwa	wisane	hamb-is-agwi
		men	women	many	die-CUST-p
		SUBJ				PRED
		'Many men and women die.'

(15)	an		wa-g-i
		1s		come-REAL-1s.NPST
		SUBJ	PRED
		'I came.'

[Etherington 2002: 36]
(16)	An-enen	it	ap	andi	"an	n-awi			pa-ban-es"				yug-iri-g-i.
		1s-ERG	3p	men	that	1s	1s.GEN-house	build-put.1s.PO-2p.IMP	say-3p.REC-REAL-1s.NPST
		SUBJ	PO				OBJ	(OBJ			PRED)					PRED
		'I said to those men "Build my house for me"'.

[Etherington 2002: 121]
(17)	Ap	en	an	pak-ban-iluk		pudibenanggao {pudil-banVn-k-ao}
		men	ERG	1s	hold-put.1s.PO-PERF	operate-put.ls.PO-REAL-3p.NPST
		'Men held me then operated on me.'

#### Порядок слов
Базовым порядком слов для нггем является порядок SOV. Однако порядок слов не является жёстким, синтаксические роли определяются прежде всего на основании падежного маркирования, глагольных морфологических показателей и семантики.

[Etherington 2002: 32-33]
(18)	ap		henggam		at	Ndagagi	pagar-u-sogon
		men		three		3s	Ndagagi	hold-p-FUT
		SUBJ				OBJ			PRED
		'Three men will hold Ndagagi.'

(19)	An		erom			mbedal-is-iga.
		1s		sweet potato	peel-PRES-s
		SUBJ	OBJ				PRED
		'I am peeling sweet potato.'

Вторым по распространённости является порядок OSV (ср. примеры (20) и (19), для которого порядок SOV не является единственно возможным):

[Etherington 2002: 33]
(20)	Erom			an		mbedal-is-iga.
		sweet potato	1s		peel-PRES-s
		OBJ				SUBJ	PRED
		'I am peeling sweet potato.'

#### Другие грамматические особенности
В нггем представлены сериальные глагольные конструкции. Наиболее часто они оформляют предикаты движения:

[Etherington 2002: 87]
(21)	Nit	umwa	nunggu	wa-g-yo.
		1p	home	enter	come-REAL-1p.NPST
		'We came into home.'

(22)	Hit	Nona	Mary	ø-amwa		daga	ela-les.
		2p	Miss	Mary	3s.GEN-home	ascend	go-2p.IMP
		'You (p) go up to Miss Mary's home.'

Но возможны сериальные конструкции и с другими глаголами, например ha- ('видеть, воспринимать'):

[Etherington 2002: 126]
(23)	haved-it,	haved-it,	haved-it	okagagwa	{ok-ka-k-ak-wa}
		search-ITER	search-ITER	search-ITER	do-see-REAL-FPST-3p
		'searching, searching, searching they tried (unsuccessfully to find her)'

(ok-ha- (do-see) 'пытаться совершить действие')

Глагола ha- также используется для выражения значения 'действие, направленное на человеческое тело (обычно без разрушительного эффекта)':

[Etherington 2002: 125]
(24)	o-abis			paga	hokanen {hot-ka-nen}
		3s.GEN-mouth	on		wash-see-2s.IMP
		'Wash him on his mouth.'

Глагол ha-, как и приведённый в качестве примера в одном из разделов выше глагол ba-, имеет супплетивные основы в зависимости от лица и числа объекта, а также наклонения.

## Список сокращений
- // — фонемная транскрипция
- [] — фонетическая транскрипция
- {} — глубинная морфонологическая транскрипция
- 1, 2, 3 — граммемы лица
- CUST — customary tense (хабитуальное время)
- DEL.FUT — delayed/definite future (отложенное/определённое будущее)
- ERG — ergative case (эргатив)
- FPST — far past tense (давнопрошедшее время)
- FUT — ordinary future tense (обычное будущее время)
- GEN — genitive case, possessor (генитив, посессор)
- IMP — imperative (императив)
- INSTR — instrumental case (инструменталис)
- NPST — near past tense (ближайшее прошлое)
- OBJ — object (объект, дополнение)
- p — plural (множественное число)
- PERF — perfect aspect (перфектив)
- PO — personal object (личное дополнение)
- PRED — predicate (предикат)
- PRES — present tense (настоящее время)
- REAL — realis mode (реалис)
- REC — recipient (реципиент)
- s — singular (единственное число)
- SUBJ — subject (субъект, подлежащее)
- t.w.k — that we know (тот, о котором известно)
- V — vowel (гласная)